# Hypocladia calita
Hypocladia calita là một loài bướm đêm thuộc phân họ Arctiinae, họ Erebidae.